# Information Technology Infrastructure Library
Pour l’article homonyme, voir Itil.
 (août 2022).
Si vous disposez d'ouvrages ou d'articles de référence ou si vous connaissez des sites web de qualité traitant du thème abordé ici, merci de compléter l'article en donnant les références utiles à sa vérifiabilité et en les liant à la section « Notes et références ».

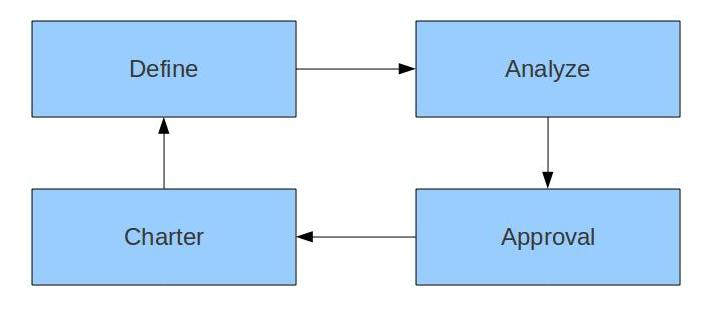
Schéma de l'ITIL

ITIL (pour « Information Technology Infrastructure Library », ou « Bibliothèque pour l'infrastructure des technologies de l'information » en français) est un ensemble d'ouvrages recensant les bonnes pratiques (« best practices ») du management du système d'information. Rédigée à l'origine par des experts de l'Office public britannique du Commerce (OGC), ITIL a fait intervenir à partir de sa version 3 des experts issus de plusieurs entreprises de services telles qu'Accenture, Ernst & Young, Hewlett-Packard, Deloitte, BearingPoint, CGI ou PriceWaterhouseCoopers.
C'est un référentiel méthodologique très large qui aborde les sujets suivants :
- Comment organiser un système d'information ?
- Comment améliorer l'efficacité du système d'information ?
- Comment réduire les risques ?
- Comment augmenter la qualité des services informatiques ?

Après un développement essentiellement européen jusqu'à la fin des années 1990, ITIL s'est implanté sur le marché nord-américain via des entreprises de conseil en transformation des systèmes d'information.
Les recommandations d'ITIL positionnent des blocs organisationnels et des flux d'informations. De nombreux logiciels d'exploitation informatique sont conformes à ces recommandations.

## Historique

### Après l'an 2000
La version 3, en 2007, s'est traduite par une adoption encore plus large notamment en raison de la multiplication des traductions du référentiel.
Toutefois, la complexité de certains volumes et la présence de certaines incohérences ont amené le gouvernement britannique à mettre à jour les livres en 2011, sous l'appellation ITIL version 2011. L'OGC a par ailleurs abandonné la propriété d'ITIL à un autre organisme gouvernemental britannique, le Cabinet Office.
Depuis 2014, il a été créé AXELOS (en), né de la fusion avec Capita.
ITIL4 Foundation est sorti en février 2019.

## À quoi sert ITIL?
L'adoption des bonnes pratiques de l'ITIL par une entreprise permet d'assurer à ses clients (internes comme externes) un service répondant à des normes de qualité préétablies au niveau international. ITIL est à la base de la norme BS15000 (première norme de Gestion de Services Informatiques formelle et internationale) un label de qualité proche des normes ISO par exemple.
ITIL permet, grâce à une approche par processus clairement définie et contrôlée, d'améliorer la qualité des SI et de l'assistance aux utilisateurs en créant notamment la fonction (au sens « département de l'entreprise ») de Centre de services ou « Service Desk » (extension du « help desk ») qui centralise et administre l'ensemble de la gestion des systèmes d'informations. ITIL est finalement une sorte de « règlement intérieur » du département informatique des entreprises qui l'adoptent.
Les bénéfices pour l'entreprise sont une meilleure traçabilité de l'ensemble des actions du département informatique. Ce suivi amélioré permet d'optimiser en permanence les processus des services pour atteindre un niveau de qualité maximum de satisfaction des clients.
Même si ITIL s'intéresse aux systèmes existants des organisations d'une manière transversale, ITIL n'a pas été conçu à l'origine pour la gouvernance des systèmes d'information. Toutefois, selon la société Metrixware, dans sa version 3, ITIL traite de la gouvernance des systèmes d'information.
Quoi qu'il en soit, ITIL étant très centré sur le système d'information, son utilisation pour la gouvernance des systèmes d'information posera de toute façon la question de l'alignement stratégique du système d'information sur les processus métier.
D'autres approches de la gouvernance existent :
- pour la gouvernance des systèmes d'information, le modèle COBIT ;
- pour une gouvernance coordonnée de l'organisation métier et des systèmes d'information : voir la modélisation par l'analyse décisionnelle des systèmes complexes.

## Dénomination
Le référentiel de gestion de services informatiques rendus sur la base d'une infrastructure informatique et de télécommunications, en suivant les recommandations ITIL, est connu sous le nom de ITSM (« IT Service Management »).
L'ITSM est normalisé au niveau international dans la norme ISO/CEI 20000. Toutefois, ISO 20000 déborde sur la problématique des processus métier, ce qu'ITIL fait moins bien. ITIL permet de supporter d'autres types de standard tels que COBIT (utilisé pour les audits). D'autres modèles populaires sont le CMMI pour le développement logiciel et le S3M pour la petite maintenance logicielle.

## Description d'ITIL V2
ITIL dans sa version 2 est groupée autour de huit livres de base. Les deux premiers livres constituent le jeu gestion des services informatiques (« IT service management »). Ils sont généralement implémentés en priorité.

### Soutien des services (service Support)
Il décrit comment on s'assure que le « client » a accès aux services informatiques appropriés, et comprend :
- Le centre de services (service desk) ;
- La gestion des incidents (incident management) ;
- La gestion des problèmes (problem management) ;
- La gestion des changements (change management) ;
- La gestion des mises en production (release management) ;
- La gestion des configurations (configuration management).

La discipline ITIL de soutien des services se concentre sur l'utilisateur des services des TIC et vise principalement à s'assurer qu'ils ont accès aux services appropriés pour soutenir les fonctions de l'entreprise.
Pour une entreprise, les clients et les utilisateurs sont le point d'entrée du modèle de processus.
Ils s'impliquent dans le support des services avec: 
- La demande de changements ;
- Le besoin de communication, de mise à jour ;
- Le rapport des difficultés rencontrées, des requêtes ;
- La distribution de processus réel.

Les fonctions du centre de services constituent le point de contact unique pour les incidents des utilisateurs finaux. Sa première fonction est toujours de documenter ("créer") un incident. S'il existe une solution directe, il tente de résoudre l'incident, sinon il est transmis à un groupe de niveaux 2/3 au sein du système de gestion des incidents. Les incidents peuvent initier une chaine de processus : gestion des incidents, gestion des problèmes, gestion du changement, gestion des versions et gestion de la configuration (CMDB). ITIL désigne le système de gestion de la configuration (CMS) qui enregistre chaque processus et créer des documents de sortie pour la traçabilité (gestion de la qualité). Remarque : CMDB/CMS ne doit pas nécessairement être une base de données unique. La solution peut être fédérée.

### Fourniture des services (service delivery)
Elle décrit les services devant être fournis pour répondre aux besoins de l'entreprise de manière adéquate, et comprenant :
- La gestion financière des services des TI (IT financial management) ;
- La gestion de la capacité (capacity management) ;
- La gestion de la disponibilité (availability management) ;
- La gestion de la continuité des services des TI (IT continuity management) ;
- La gestion des accords de service (service-level agreement).

### Gestion des infrastructures informatiques (ICT infrastructure management)
Les processus de gestion des infrastructures informatiques recommandent de bonnes pratiques pour les exigences d'analyse, planning, conception, déploiement, gestion opérationnelle et support technique d'une infrastructure informatique.
Les processus de gestion de l'infrastructure décrivent les processus au sein de l'ITIL qui se rapportent directement aux équipements et logiciels impliqués dans la fourniture de services TIC aux clients.
- Conception et planning des infrastructures informatiques ;
- Déploiement des infrastructures informatiques ;
- Exploitation des infrastructures informatiques ;
- Support technique des infrastructures informatiques.

Ces disciplines sont moins bien comprises que celles de la gestion des services et, par conséquent, on croit souvent qu'une partie de leur contenu est couverte "implicitement" dans les disciplines de gestion des services.

#### Conception et planification desTIC
La conception et la planification des TIC fournissent un cadre et une approche pour la conception et la planification stratégiques et techniques des infrastructures TIC. Il comprend la combinaison nécessaire de la stratégie d'affaires, avec la conception technique et l'architecture. La conception et la planification des TIC stimulent à la fois l'acquisition de nouvelles solutions TIC par la production d'énoncés d'exigences ("SOR") et d'appels d'offres (" ITT ") et sont responsables de l'initiation et de la gestion des programmes TIC pour le changement stratégique des affaires.
Les principaux résultats de la conception et de la planification sont les suivantes :
- Stratégies, politiques et plans TIC ;
- Architecture globale des TIC et gestion ;
- Études de faisabilité, ITT et SOR ;
- Cas d'affaires.

#### Gestion du déploiement des TIC
Le déploiement des TIC fournit un cadre pour la gestion réussie des projets de conception, de construction, de test et de déploiement dans le cadre d'un programme TIC global. Il comprend de nombreuses disciplines de gestion de projet en commun avec PRINCE2, mais porte une grande attention à inclure l'intégration nécessaire de la gestion des rejets et des tests fonctionnels et non fonctionnels.

#### Gestion des opérations des TIC
La gestion des opérations TIC assure la supervision technique quotidienne de l'infrastructure TIC. Souvent confondues avec le rôle de la gestion des incidents à partir du support service, les opérations ont un aspect plus technique et ne concernent pas seulement les incidents signalés par les utilisateurs, mais les évènements générés ou enregistrés par l'infrastructure. Les opérations TIC peuvent souvent travailler en étroite collaboration avec la gestion des incidents et le bureau de service, qui ne sont pas nécessairement techniques, pour fournir un « pont d'opérations ». Toutefois, les opérations devraient principalement fonctionner à partir de processus et procédures documentés et devraient concerner un certain nombre de sous-processus spécifiques, tels que la gestion des résultats, la planification des tâches, la sauvegarde et la restauration, la surveillance/gestion du système, la surveillance/gestion des bases de données, la surveillance/gestion du stockage.
Les opérations sont responsables des éléments suivants :
- Une infrastructure TIC stable et sécurisée ;
- Une bibliothèque de documentation opérationnelle actuelle (« ODL ») ;
- Un journal de tous les évènements opérationnels ;
- La maintenance des outils opérationnels de surveillance et de gestion ;
- Les scripts opérationnels ;
- Les procédures opérationnelles.

#### Soutien technique des TIC
Le support technique TIC est la fonction technique spécialisée pour l'infrastructure au sein des TIC. Principalement en tant que support à d'autres processus, tant dans la gestion de l'infrastructure que dans la gestion des services.
Le support technique fournit un certain nombre de fonctions spécialisées : recherche et évaluation, renseignements sur le marché (en particulier pour la conception et la planification et la gestion des capacités), preuve de concept et d'ingénierie pilote, expertise technique spécialisée (en particulier pour les opérations et la gestion des problèmes), création de documentation (pour la bibliothèque de documentation opérationnelle ou la base de données d'erreurs connue).
Il existe différents niveaux de soutien dans le cadre de la structure ITIL, soit le niveau de support primaire, le niveau de support secondaire et le niveau de support tertiaire.
Les administrateurs de niveau supérieur étant responsables du soutien au niveau primaire.
La base de données KEDB contient tous les enregistrements d'erreurs connus. Cette base de données est créée par la gestion des problèmes et utilisée par la gestion des incidents et la gestion des problèmes, ainsi que dans le cadre de système de gestion des connaissances de service.

### Gestion de la sécurité (security management)
Ce recueil est consacré à la sécurité (confidentialité, intégrité des données, disponibilité des données…) du SI (processus de sécurité). Ce processus a pour but d'aligner la sécurité informatique avec la sécurité des données de l'organisation propriétaire de ses données et d'assurer que la sécurité est gérée de manière efficace dans l'organisation et à tous les niveaux et toutes les activités de l'organisation.
- disponibilité : l'information doit être disponible et utilisable lorsque nécessaire ;
- confidentialité : l'information doit être divulguée ou vue uniquement par les utilisateurs qui en ont le droit ;
- intégrité : l'information doit être complète, précise et ne pas subir de modifications non autorisées ;
- authenticité, non répudiation : l'information doit être réputée "de confiance" lorsque des transactions d'affaire ont lieu (et réalisées électroniquement) et lors des échanges entre les organisations ou avec des partenaires de l'organisation.

#### Référentiel de sécurité
Le référentiel de sécurité doit définir, contenir et maintenir les éléments suivants :
- la stratégie de sécurité globale (liée aux stratégies d'affaires de l'organisation) ;
- la politique de sécurité de l’information (aspects de la stratégie, des contrôles et de la réglementation) ;
- le système de gestion de la sécurité de l’information (ou information security management system, ISMS) ;
- l'ensemble des contrôles de sécurité pour soutenir la politique ;
- la structure organisationnelle de sécurité efficace ;
- le processus de surveillance (conformité et remontée de l'information) ;
- la stratégie et le plan de communication pour la sécurité ;
- la gestion des risques sur la sécurité ;
- la stratégie ainsi que le plan de formation et de sensibilisation des utilisateurs.

### Gestion des applications (application management)
ITIL exprime une différence entre la gestion du service et la gestion des applications. La gestion du service inclut le déploiement, la production courante, le support et l'optimisation tandis que la gestion des applications encapsule le cycle complet des applications (phase de développement comprise et production du service). Cette notion est d'autant plus importante lorsque l'on sait que dans la pratique, on considère souvent que la phase étude et développement est la plus importante et qu'une fois cette étape terminée, il ne reste plus qu'à livrer l'ensemble construit.
Il faut renouer avec la valeur métier de l'entreprise. Souvent les services informatiques ont tendance à croire qu'ils ne travaillent que pour eux-mêmes, et il n'est pas toujours naturel chez un informaticien d'imaginer que son activité est la même qu'un assureur, un banquier, qu'il se doit de rendre et d'assurer le service qu'on lui demande et rien d'autre.
ITIL insiste sur cette réconciliation entre informaticien et organisation. C'est à partir de la relation : vue stratégie de l'entreprise / schéma directeur / technologie et organisation de la DSI, qu'on détermine le rôle stratégique de l'informatique pour l'entreprise.
ITIL exprime la nécessité de mettre en ligne la technologie et l'organisation de la DSI avec les besoins et capacités réels de l'activité de l'organisation. Cela est vrai tant dans les phases de conception que dans les phases de production ou de maintenance.
ITIL classe les organisations en fonction des risques qu'elles induisent ce qui permet de déduire les problèmes induits de l'organisation, des caractéristiques de celles-ci et de leur forme allant d'une organisation Artisanale à une organisation type DSI optimisée.

### Gestion des actifs logiciels (software asset management)
SAM (software asset management) : permet-elle de réaliser un rapprochement entre les licences logicielles, les installations logicielles et les contrats de licences logicielles ?
Sécurité juridiqueprévenir les risques légaux (liés aux licences)
Économiesutilisation optimisée des logiciels, achats centralisés
Planificationbudgétisation, vue d’ensemble des contrats de licence et de maintenance, facturation des prestations
Transparenceutilisation des logiciels, capacités de négociation
Assistancefonctionnement efficace même lors de migrations et déploiements, versions de logiciels homogènes:

### Planification de la mise en œuvre de la gestion des services
La discipline ITIL - la planification de la mise en œuvre de la gestion des services tente de fournir aux praticiens un cadre pour l’alignement des besoins de l’entreprise et des exigences en matière de fourniture informatique. Les processus et les approches incorporés dans les lignes directrices suggèrent l'élaboration d'un programme d'amélioration continue des services (RISC) comme base pour la mise en œuvre d'autres disciplines ITIL en tant que projets dans le cadre d'un programme de travail contrôlé. La planification de la mise en œuvre de la gestion des services se concentre principalement sur les processus de gestion des services, mais s'applique également de façon générique à d'autres disciplines ITIL. Les composantes comprennent :
- La création d'une vision ;
- L'analyse de l'organisation ;
- La fixation des objectifs ;
- La mise en œuvre de la gestion des services informatiques.

### Mise en œuvre à petite échelle
La mise en œuvre ITIL à petite échelle fournit une approche de la mise en œuvre du cadre ITIL pour les unités ou les départements informatiques plus petits. Il s'agit en premier lieu d'un travail auxiliaire qui couvre bon nombre des mêmes règles de bonnes pratiques que la planification de la gestion, du support et de la prestation de services, mais fournit des indications supplémentaires sur la combinaison des rôles et des responsabilités et évite les conflits entre les priorités ITIL. La structure d'organisation informatique typique cartographie le cadre ITIL.

## Évolutions d'ITIL V3
ITIL V3 présente deux évolutions majeures par rapport à la version précédente :
- le périmètre est étendu à la satisfaction des services métiers ;
- le référentiel est réécrit dans cette perspective transverse.

La V3 met donc l'accent sur la maîtrise du cycle de vie des services.
ITIL V3 est constituée de 5 livres principaux décrits ci-après.

### Stratégie des services (service strategy)
Cet ouvrage est composé des processus suivants :
- Management stratégique (strategy generation) : il permet l'établissement d'une stratégie. Pour cela, l’état du marché, les différentes offres et demandes, ainsi que les capacités de l'entreprise doivent être prises en compte.
- Gestion du portefeuille des services (service portfolio management) : elle comprend les services en projet, le catalogue de services (services en cours) et les services retirés. Elle décrit les services en termes de valeur. Seul le catalogue des services est disponible pour les clients.
- Gestion financière (financial management) : elle permet de comprendre les coûts qui sont liés à un service. De cette manière l'entreprise peut appréhender la valeur de ce dernier et ainsi établir un prix vis-à-vis de clients.
- Gestion de la demande (demand management) : elle consiste à comprendre les nécessités du client et leurs évolutions au long du cycle métier en ce qui concerne les services informatiques. Ce processus est lié aux autres concepts ITIL du cycle de vie des services tels que la conception, le catalogue, le portefeuille, l'exploitation et la gestion financière des services.
- Gestions des relations business: elle consiste à maintenir une relation de confiance avec les clients.

La stratégie des services informatiques a pour mission de valoriser un service informatique en définissant son utilité (utility) et en donnant une garantie de moyens (warranty) d'une exécution conforme à la demande sur le plan des niveaux de disponibilité, de la capacité, de la continuité et de la sécurité.
En amont de l'ensemble des processus opérationnels la stratégie des Services a pour mission de définir des Services adaptés à la Stratégie de l'entreprise.
Son objectif est de garantir que les futurs services soient adaptés aux besoins métiers et créeront une valeur opportune pour l'entreprise.

### Conception des services (service design)
Cet ouvrage décrit les huit processus suivants:
Coordination, conceptionelles permettent de mettre en relation des processus.
Gestion du catalogue des servicesconsiste à garder à jour les informations relatives aux différents services.
Gestion des niveaux de serviceelle est assurée à la fois par la conception des services et par la DSI. Elle permet la mise en relation entre les exigences, les besoins et les moyens liés à un service.
Gestion de la disponibilitéelle permet de maintenir un niveau de stock permettant de répondre à la demande
Gestion de la capacitéelle met en place et assure la relation entre les moyens mis en place, que ce soient des ressources humaines ou des techniques, et les objectifs du métier, c'est-à-dire la réalisation. Elle fournit les indicateurs (actuels et futurs) pour aligner la capacité à la demande. Elle équilibre la balance entre ressources et aptitudes (capabilities) d'une part et demandes d'autre part. La gestion de la capacité englobe trois sous-processus rapportés au gestionnaire de niveaux de service : business capacity pour gérer les capacités des futurs besoins, service capacity pour gérer les performances des services actuels et component capacity pour gérer les capacités matérielles. Toutes les données récoltées sont stockées dans la CMDB (capacity management database)
Gestion de la continuité (BCM)ce processus (BCP) vise à maintenir la continuité de service et plus particulièrement les plans de reprise d'activités (PRA à tester à la mise en œuvre puis annuellement) qui supportent les plans de continuité de business (BCP). Le processus réalise les analyses d'impact sur le business (BIA).
Gestion de la sécurité de l'informationelle permet d'assurer la sécurité des informations.
Gestion des fournisseursLa conception des services informatiques a pour objectif de convertir les objectifs stratégiques en services disponibles au sein d'un portefeuille de services.:

### Transition des services (service transition)
Cet ouvrage est composé des processus suivants :
1. Planification et support à la transition (transition planning and support) : ce processus consiste à organiser une ou plusieurs modifications de services, que ce soient des changements au sein d'un déjà existant ou bien la création d'un nouveau, et à assurer l'allocation des moyens propres à ces changements.
2. Gestion des changements (change management) : elle a pour objectif de minimiser les impacts négatifs liés aux changements.
3. Gestion des actifs et des configurations (service asset and configuration management) :
4. Gestion des mises en production et déploiements (release and deployment management) : elle permet de s'assurer que le bon matériel est utilisé au bon endroit, au bon moment, en d'autres termes il s'agit de mettre en place le matériel le mieux adapté.
5. Validation et tests (service validation and testing)
6. Évaluation (change evaluation) : mesurer l’impact du changement, pour cela on a recours à un audit informatique.
7. Gestion de la connaissance (knowledge management)

### Exploitation des services (service operation)
Cet ouvrage recense les meilleures pratiques pour la réalisation de la prestation d'accord de niveau de service (SLA) à la fois aux utilisateurs finaux et aux clients (le terme « clients » se réfère aux personnes qui paient pour le service et négocient le SLA).
L'exploitation des services est la partie du cycle de vie où les services et la valeur sont effectivement livrés. Le suivi des problèmes ainsi que l'équilibre entre la fiabilité du service et le coût y sont pris en compte.
L'ouvrage détaille les processus suivants :
Gestion des événementsIl existe quatre types d’événements : l'information, l'avertissement, l’exception et l'alerte.
Gestion des incidentsa pour but de restaurer un fonctionnement normal.
Exécution des requêtesce processus correspond à l'intégralité du cycle de vie des demandes faites par les utilisateurs.
Gestion des problèmeselle a pour objectif de comprendre et résoudre les causes des incidents observés et prévenir ces derniers
Gestion des accèsil gère l’accès des utilisateurs aux différents services.
Ces différents processus s'appuient sur les fonctions suivantes :
- centre de services : c'est l'unique point de contact entre le service et les utilisateurs (hotline)
- gestion technique de l'infrastructure (serveurs, stockage, base de données, middleware)
- gestion des opérations informatiques (Contrôle des opérations et gestion des locaux)
- gestion des applications

### Amélioration continue des services (continual service improvement)
Le CSI (Continual Service Improvement) est le pendant des Systèmes de Management décrit dans la norme ISO 9001 version 2000 (Système de Management de la Qualité). Dans la version 2 d'ITIL ce rôle est rempli par le Service Level Manager II.
Le rôle du CSI :
- Surveiller l'alignement des services sur les besoins remontés par le business.
- Surveiller l'évolution de la demande du business.
- Mettre en œuvre des plans d'amélioration des services

## Évolutions d'ITIL 4
En février 2019, Axelos sort la première brique d'une nouvelle évolution d'ITIL. Elle intègre les nouvelles pratiques agiles et devops. Elle se veut plus moderne et plus libre aussi. Les processus laissent la place à des pratiques moins figées. On passe de 26 processus dans 5 catégories, à 34 pratiques, dans 3 thématiques: 14 dans « General Management practices », 17 dans « Service management practices » et 3 dans « Technical management practices ». Le livre de l'édition ITIL 4 présente de nouveaux concepts et fait évoluer les connaissances existantes. On retrouve deux éléments clés du cadre ITIL 4 :
- Système de valeur de service ITIL (SVS) ;
- Modèle à quatre dimensions.

### Système de valeur de service ITIL
L'édition ITIL 4 définit comme premier composant clé le système de valeur de service (SVS). ITIL a nommé cinq composants principaux de l'ITIL (SVS) :
1. Chaîne de valeur de service ITIL : La chaine de valeur de service fournit un modèle d'exploitation avec six activités :
  - Planifier ;
  - Améliorer ;
  - Engager ;
  - Concevoir et faire la transition ;
  - Obtenir / Construire ;
  - Fournir et soutenir.
2. Pratiques ITIL : Les processus ITIL bien connus sont maintenant nommés comme des pratiques. Ils sont regroupés en 14 pratiques de gestion générale, en 17 pratiques de gestion de service, et en 3 pratiques de gestion technique.
3. Principes directeurs de l'ITIL : Ce sont les principes centraux d'ITIL 4 et de la gestion de services en général, ils figurent dans de nombreux autres cadres, normes et méthodes tels que Lean, Agile, DevOps, COBIT, PRINCE2, etc.
  - Se concentrer sur la valeur - Générer de la valeur directement ou indirectement.
  - Commencez là où on se trouve - Préserver de bonnes capacités et s'améliorer en cas de besoin.
  - Progrès itératif avec rétroaction - Progresser souvent par petits pas et mesurer le chemin parcouru.
  - Collaborer et promouvoir la visibilité - Travail transparent entre les équipes, avec les parties prenantes et les partenaires.
  - Penser et travailler de manière holistique - C'est une responsabilité de bout en bout entre le service et le SVS.
  - Conserver les choses simples et pratiques - La bonne taille et l'utilisation des processus, des outils et des ressources.
  - Optimiser et automatiser - Réservez l'intervention humaine uniquement pour les activités vraiment nécessaires.
4. Gouvernance : le système, qui dirige et contrôle l'organisation.
5. Amélioration continue : Dans le SVS ITIL, il y a 3 niveaux d'amélioration continue :
  1. Le modèle d'amélioration continue ITIL, qui est bien connu des versions précédentes de ITIL :
    - Quelle est la vision ?
    - Où en sommes-nous maintenant ?
    - Où voulons-nous être ?
    - Comment pouvons-nous y arriver ?
    - Agir ?
    - On y est encore ?
    - Comment pouvons-nous maintenir l'élan ?

  2. L'amélioration de l'activité de la chaîne de valeur des services qui est introduite ci-dessus.
  3. La pratique d'amélioration continue, qui couvre les activités quotidiennes et qui est décrite avec les autres pratiques ITIL ci-dessus.

### Modèle à quatre dimensions
Le deuxième élément clé de l'édition ITIL 4 est le modèle à quatre dimensions. Les quatre dimensions reflètent les 4 P d'ITIL, Personnes, Produits, Partenaires, Processus. Chaque composante du SVS devrait tenir compte de ces quatre dimensions, qui sont les suivantes :
1. Organisations et les collaborateurs : L'humain est essentiel dans cette dimension et chacun doit avoir une compréhension claire de sa contribution dans le SVS. L'organisation couvre aussi bien la structure formelle, la culture et le niveau approprié de capacité et de compétence.
2. Information et technologie produite : Il s'agit des informations gérées dans le service et de toutes les informations et connaissances associées, y compris leur protection, leur gestion et leur archivage. La technologie est le principal moteur de la gestion des services.Il peut s'agir d'intelligence artificielle, d'apprentissage statistique, d'utilisation de plates-formes mobiles, de solutions cloud, d'outils de collaboration, de tests et d'opérations automatisés ainsi que d'intégration continue / de développement continu / de solutions de déploiement continu.
3. Partenaires et fournisseurs : Chaque fournisseur de services utilise d'autres organisations pour créer de la valeur. La stratégie permettant la prise de décision concernant l'utilisation des autres organisations est influencée par, leur propre orientation stratégique, la culture d'entreprise, la rareté des ressources, les préoccupations en matière de coûts, l'expertise en la matière, les contraintes externes et les modèles de demande.
4. Les chaînes de valeur et processus : Les flux de valeur sont composés d'une série d'étapes qui créent de la valeur en tant que produits ou services. Chaque produit ou service d'une organisation doit permettre la définition du flux de valeur. Les processus se transforment en un ensemble d'activités d'entrée et de sortie. Les processus sous-tendent les flux de valeur. Il existe des facteurs politiques, économiques, sociaux, technologiques, juridiques et environnementaux qui influencent un fournisseur de services.

### Pratiques ITIL
Les processus ITIL bien connus sont maintenant nommés dans 34 pratiques. Ils font partie du SVS ITIL. Chaque pratique est en relation avec les six activités de la chaîne de valeur du service ITIL : planifier, améliorer, engager, concevoir et faire la transition, obtenir/construire ainsi que fournir et soutenir.

#### Pratiques de gestion générale
Les 14 pratiques sans lien particulier avec la gestion des services sont appelées pratiques de gestion générales. On y trouve :
- Gestion de la stratégie ;
- Gestion de portefeuille ;
- Gestion de l'architecture ;
- Gestion financière des services ;
- Gestion de la main-d'œuvre et des talents ;
- Amélioration continue - La partie opérationnelle, au jour le jour de l'amélioration continue avec la vue stratégique et l'amélioration de la chaîne de valeur de service ;
- Mesures et rapports ;
- Gestion des risques - Un lien vers la norme ISO 31000: 2018 sur la gestion des risques, qui récapitule les étapes à franchir ;
- Gestion de la sécurité de l'information ;
- Gestion des connaissances ;
- Gestion du changement organisationnel ;
- Gestion de projet ;
- Gestion des relations ;
- Gestion des fournisseurs.

#### Pratiques de gestion des services
L'Édition ITIL 4 nomme 17 pratiques spécifiques à la gestion des services :
- Analyse d'entreprise ;
- Gestion du catalogue de services ;
- Conception du service ;
- Gestion du niveau de service ;
- Gestion de la disponibilité ;
- Gestion des capacités et du rendement ;
- Gestion de la continuité du service ;
- Suivi et gestion des événements ;
- Bureau de service ;
- Gestion des incidents ;
- Gestion des demandes de service – Comprend à la fois la gestion des demandes et la gestion de l'accès à ITIL V3 ;
- Gestion des problèmes ;
- Gestion des rejets - Inclut une explication sur les rejets dans les environnements entraînés par cascade et les organisations pilotées par DevOps ;
- Contrôle du changement - Anciennement connu sous le nom de gestion du changement ;
- Validation et test de service ;
- Gestion de la configuration du service ;
- Gestion d'actifs informatiques ;

#### Pratiques de gestion technique
Les trois pratiques de gestion technique sont les suivantes :
- Gestion du déploiement - En conformité avec la gestion des rejets et le contrôle du changement pour les activités administratives. La gestion du déploiement permet de réaliser tous les travaux réels sur les systèmes et les Clouds, y compris une liste de différentes approches de déploiement.
- Gestion de l'infrastructure et de la plate-forme - Il est livré avec un large alignement pour l'informatique en nuage (Cloud Computing).
- Développement et gestion de logiciels.

## Formations et certifications
Les certifications ITIL sont des certifications individuelles. Les entreprises ont deux possibilités: obtenir une certification ISO/CEI 20000 (la version 1 de cette norme est très proche d'ITIL version 2) ou réaliser un audit de maturité des processus à l'aide de cadres de référence tels que TIPA qui applique la norme ISO/CEI 15504 aux processus de gestion des services.
Dans la version 2 d'ITIL, il existait trois niveaux de certification :
- Foundation Certificate : certification de premier niveau accordée après un test sous forme de questions à choix multiples, qui suit normalement un cours de deux à trois jours chez un formateur accrédité. Ce certificat valide une connaissance générique des fondamentaux d'ITIL.
- Practitioner's Certificates : certifications accordées pour une discipline spécifique après un cours de deux à trois jours chez un formateur accrédité et un test sous forme de questions à choix multiples fondé sur un cas concret. Le Foundation Certificate est un prérequis.
- Manager's Certificate : certification accordée après deux tests de trois heures qui suivent une formation de 10 jours par un formateur accrédité. Le Foundation Certificate est un prérequis.

Trois organismes étaient accrédités pour fournir, après examen, les certifications. Il s'agit de l'APM Group et l'ISEB (Information Systems Examination Board) en Grande-Bretagne et de l'EXIN aux Pays-Bas.
Les certifications ITIL V2 ont cessé d'être disponibles en 2011.
Dans la version 3 d'ITIL, il existe quatre niveaux de certifications. Il n'est plus possible d'atteindre le niveau expert sans obtenir un certain nombre de crédits de niveaux intermédiaires. Les niveaux sont :
- Foundation Certificate : certification de premier niveau accordée après un test sous forme de questions à choix multiples, qui suit normalement un cours de deux à trois jours chez un formateur accrédité. Ce certificat valide une connaissance générique des fondamentaux d'ITIL et apporte 2 points de crédit.
- Niveaux intermédiaires : certifications accordées pour des disciplines spécifiques après un cours de deux à trois jours chez un formateur accrédité et un test sous forme de questions à choix multiples fondé sur un cas concret. Le Foundation Certificate est un prérequis. Les niveaux intermédiaires sont de deux types:
  - Intermediate Lifecycle : certification intermédiaire sur une des étapes du cycle de vie des services - chaque certification apporte 3 points de crédit.
  - Intermediate Capacity : certification intermédiaire sur une discipline spécifique de gestion des services - chaque certification apporte 4 points de crédit.
- Expert's Certificate : certification accordée après un test de questions à choix multiples faisant suite au module de formation Managing Across the Life Cycle (qui accorde 5 points de crédit). Les prérequis sont le Foundation Certificate (2 points de crédit) et 15 points de crédit dans les niveaux intermédiaire.
- Master Qualification : ce nouveau niveau de certification est encore en phase de test. Il est destiné aux titulaires d'un certificat ITIL Expert ayant au moins 5 années d'expérience dans le management de services informatiques. Il comporte deux étapes : constitution d'un dossier de candidature, et soutenance devant un jury.

Une période intermédiaire entre la version 2 et la version 3 avait permis aux titulaires de certification ITIL V2 d'accéder jusqu'en 2011 aux certifications de la version 3 par des examens-ponts (bridge examination):
- Foundation Bridge: certification accordée après un test de questions à choix multiples - donne 0,5 points de crédit venant s'ajouter aux 1,5 points du certificat Foundation d'ITIL version 2 pour constituer un certificat Foundation d'ITIL version 3.
- Expert Bridge: certification accordée après un test de 20 questions complexes à choix multiples et une semaine de formation - donne 5 points de crédit venant s'ajouter aux 17 points du certificat Service Manager d'ITIL version 1 ou 2 pour constituer un certificat Expert d'ITIL version 3 - la note minimale à obtenir est 16/20.

## Critiques
Bien qu'un certain nombre de chercheurs aient étudié les avantages de la mise en œuvre d'ITIL, elle a été critiquée sur plusieurs fronts, notamment :
1. Les livres ne sont pas abordables pour les utilisateurs non commerciaux ;
2. La mise en œuvre et l'accréditation nécessitent une formation spécifique ;
3. Débat sur l'ITIL relevant des cadres BSM ou ITSM ;
4. Les détails ITIL ne sont pas alignés avec les autres cadres comme l'ITSM.

Rob England (auteur du blog "IT Skeptic") a critiqué la nature protégée et propriétaire d'ITIL. Il exhorte l'éditeur, Cabinet Office, à libérer ITIL sous la licence de gouvernement ouvert (OGL).
Dans une enquête réalisée en 2004 par Noel Bruton (auteur de « How to Manage the IT Helpdesk » et « Managing the IT Services Process »), on a demandé aux organisations adoptant ITIL de faire le lien entre leurs expériences réelles dans la mise en œuvre de l'ITIL. 77 % des répondants au sondage étaient d'accord ou fortement d'accord pour dire que « l'ITIL n'a pas toutes les réponses ». Les promoteurs de l'ITIL l'acceptent, et ajoutent que la procédure ITIL est non normative. Ils s'attendent à ce que les organisations engagent les processus ITIL avec les modèles de processus existants. Bruton fait remarquer que la revendication de non-normation doit être, au mieux, une revendication d'échelle plutôt que d'intention absolue, car la description même d'un certain ensemble de processus est en soi une forme de prescription.
Bien qu'ITIL aborde en profondeur les différents aspects de la gestion des services, il n'aborde pas l'architecture d'entreprise en profondeur. Bon nombre des lacunes dans la mise en œuvre de l'ITIL ne sont pas nécessairement le fait de défauts dans la conception ou la mise en œuvre des aspects de gestion des services de l'entreprise, mais plutôt du cadre architectural plus large dans lequel l'entreprise est située. En raison de son accent principal sur la gestion des services, ITIL a une utilité limitée dans la gestion des architectures d'entreprise mal conçues.
Proche de la critique architecturale, ITIL ne traite pas directement des applications métier qui fonctionnent sur l'infrastructure informatique ; elle ne facilite pas non plus une relation de travail plus collaborative entre les équipes de développement et d'exploitation.

### Articles détaillant certains points
- Service-level agreement, ou accord de niveau de service,
- Service-level management, ou gestion des niveaux de service